# Sandnæs
Sandnæs, era la granja nòrdica més gran de l'Assentament Occidental de la Groenlàndia medieval. De la mateixa manera que la ciutat noruega de Sandnes, el seu nom volia dir "cap sorrós" en nòrdic antic. Es va establir al voltant de l'any 1000 i fou abandonada a finals del segle XIV- Era situada al lloc conegut com a Kilaarsarfik sctualment, i el cap del fiord Ameralla al sud de l'actual península de Nuuk.
La granja estava ben situada i posseïa un gran pasturatge que permetia als seus propietaris mantenir amb èxit el bestiar, en comparació amb les cabres i ovelles a les altres granges de l'Assentament Occidental. També va incloure l'església de la zona. Tanmateix, les condicions a tota l'existència del lloc eren aparentment dures.
El lloc ha estat excavat, demostrant, entre altres coses, que els vikings continuaren comercialitzant amb el continent americà després del fracassat intent de colonització de Leif Ericson. Ha estat trobada una punta de fletxa similar a les de la cultura de Point Revenge dels nadius americans a Labrador al cementiri de Sandnæs. També hi ha evidències d'extracció de ferro al lloc.